# Rheumaptera fumosa
Rheumaptera fumosa là một loài bướm đêm trong họ Geometridae.